# Hôtel Peysseguin
L'hôtel Peysseguin est un immeuble d'habitation urbaine situé à La Réole, dans le département de la Gironde, en France.

## Localisation
L'hôtel se trouve dans le vieux centre-ville, au no 9 de la rue Peysseguin, à proximité de la place de l'ancien hôtel de ville.

## Historique
L'hôtel, composé de deux corps de bâtiments de plan irrégulier reliés par une entrée, est d'origine médiévale et a été remanié au XIXe siècle, en particulier au niveau de ses intérieurs ; une tour d'escalier carrée est accolée contre le bâtiment d'entrée.

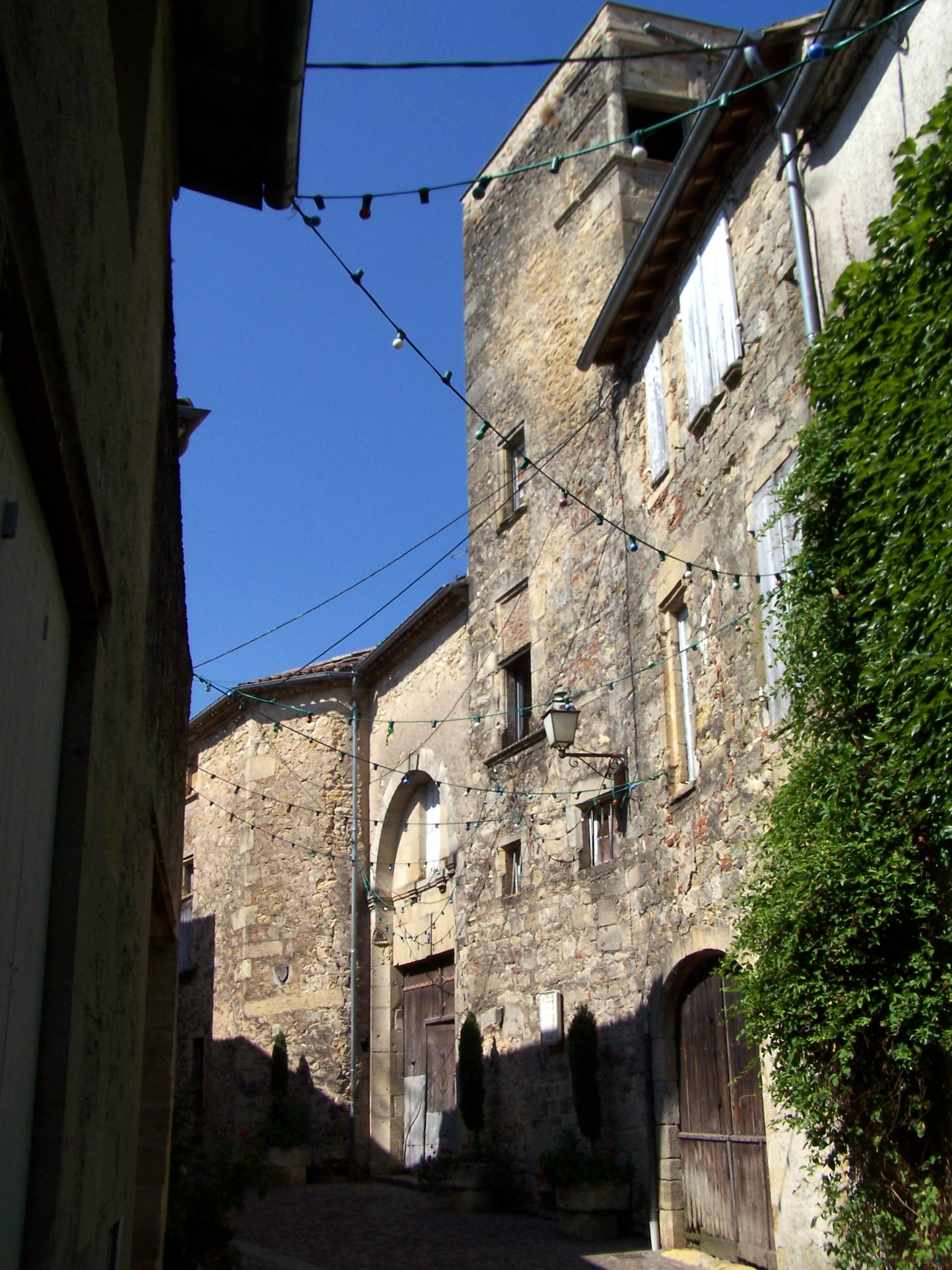
Vue sud de la façade (juil. 2013)
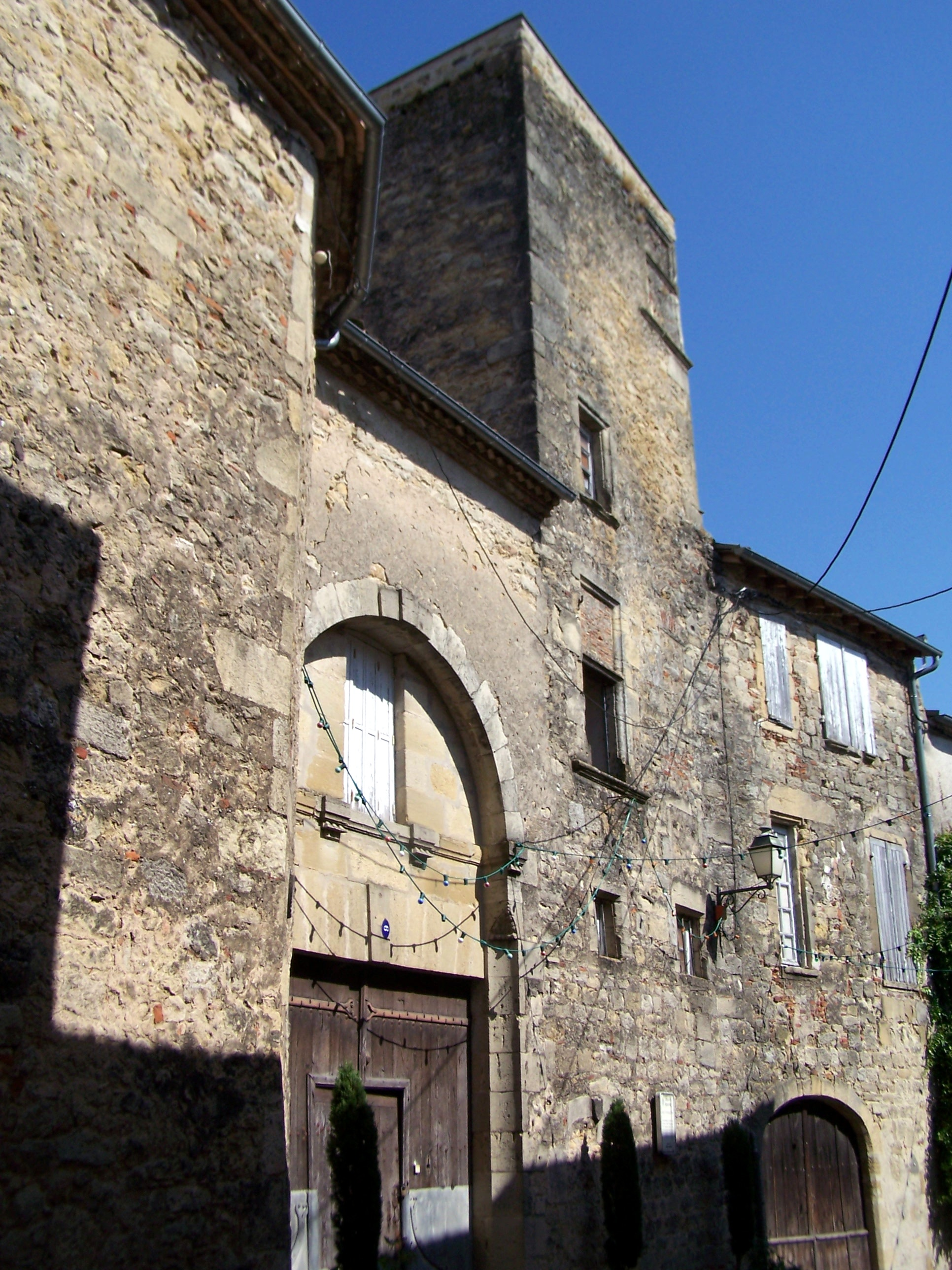
Vue nord de la façade (juil. 2013)